# Waischenfeld
Waischenfeld là một town tại huyện Bayreuth, bang Bayern nước Đức. Đô thị Waischenfeld có diện tích 55,65 km², dân số thời điểm ngày 31 tháng 12 năm 2006 là 3198 người. Đô thị này tọa lạc in Franconian Switzerland, 20 km về phía tây nam của Bayreuth.